# Full Time - Al cento per cento
Full Time - Al cento per cento (À plein temps) è un film del 2021 diretto da Éric Gravel, con protagonista Laure Calamy.

## Trama
Julie fa la pendolare. Madre di due figli e separata da un marito che da tempo non paga gli alimenti, lotta per crescere da sola i bambini, con cui vive in campagna, lavorando a Parigi come capocameriera di un hotel di lusso per una misera paga. Per lei, ogni giorno è una corsa contro il tempo: sveglia all'alba per prendere la coincidenza, lasciare i figli a scuola, districarsi tra scioperi e manifestazioni e non fare tardi al lavoro, dove un supervisore inflessibile pare non aspettare altro che licenziarla, il tutto aspettando che si liberi quel posto di lavoro per cui sarebbe davvero qualificata.

## Colonna sonora
Il 16 marzo 2022 uscì in digitale la colonna sonora del film distribuita da Room Records. La compositrice Irène Drésel vinse nel 2023 il premio César per la migliore musica da film e fu candidata per il premio Lumière.

### Tracce
1. Lundi matin - 6:16
2. Lundi soir - 3:45
3. Mardi matin - 3:11
4. Mardi matin Paris - 0:46
5. Mardi après-midi - 2:02
6. Mardi soir - 2:27
7. Mercredi matin - 0:39
8. Mercredi soir - 4:47
9. Jeudi matin - 4:08
10. Jeudi soir - 1:28
11. Vendredi matin - 1:08
12. Vendredi soir - 2:37
13. Encore lundi matin - 4:37

## Distribuzione
Il film è stato presentato in anteprima nella sezione Orizzonti della 78ª Mostra internazionale d'arte cinematografica di Venezia il 3 settembre 2021, venendo poi distribuito nelle sale cinematografiche francesi da Haut et Court a partire dal 16 marzo 2022 e in quelle italiane da I Wonder Pictures a partire dal 31 marzo seguente.

## Riconoscimenti
- 2021 - Mostra internazionale d'arte cinematografica
  - Premio Orizzonti per la miglior regia a Éric Gravel[4]
  - Premio Orizzonti per la miglior interpretazione femminile a Laure Calamy[4]
- 2023 - Premio César
  - Miglior montaggio a Mathilde Van de Moortel
  - Migliore musica da film a Irène Drésel
  - Candidatura per la migliore sceneggiatura originale a Éric Gravel
  - Candidatura per la migliore attrice a Laure Calamy
- 2023 - Premio Lumière
  - Candidatura per la migliore attrice a Laure Calamy
  - Candidatura per la miglior musica a Irène Drésel
- 2022 - The American French Film Festival
  - Premio del pubblico per il miglior film
- 2023 - Festival internazionale del cinema di Pechino
  - Miglior musica a Irène Drésel
  - Candidatura al per il miglior film